# آلبرت پتس
آلبرت پتس (انگلیسی: Albert Betts; ۸ فوریهٔ ۱۸۸۸ – ۱۳ فوریهٔ ۱۹۲۴) ژیمناست هنری اهل بریتانیا بود.